# Shatt-e Badam
 (février 2016).
Shatt-e Badam (en persan : شط بادام, romanisé Shaţţ-e Bādām) est un village du district de Qatruyeh, Préfecture de Neyriz, Province du Fars, en Iran.
Au comptage officiel de 2006, sa population était de 123 habitants.